# Jean Dubois (évêque)
Pour les articles homonymes, voir Jean Dubois et Dubois.
Jean Dubois, né le 24 août 1764 à Paris et mort le 20 décembre 1842 à New York (États-Unis), est le troisième évêque catholique du diocèse de New York. Il est le premier évêque ordinaire à résider dans le diocèse et le seul évêque de New York à ce jour à n'être pas d'origine irlandaise, puisqu'il est né en France.

## Formation et premières charges
Jean Dubois est né à Paris le 24 août 1764. Après avoir effectué ses études de théologie au séminaire oratorien de Saint-Magloire à Paris, il est ordonné comme prêtre catholique le 22 septembre 1787 par l'archevêque de Paris Mgr de Juigné. Pendant la Révolution française, il quitte la France pour les États-Unis en mai 1791, où il est accueilli par l'évêque John Carrol pour aider à l'accompagnement religieux d'une population catholique grandissante dans la nouvelle nation (essentiellement d'origine irlandaise).
En 1792, Jean Dubois est nommé pour être le premier curé de Frederick dans le Maryland, desservant une région qui s'étend jusqu'à Saint-Louis du Missouri. Il s'installe dans une maison construite par les Jésuites, depuis laquelle ils s'occupaient de la population de la région depuis plus d'un siècle. L'édifice contenait une chapelle dédiée à saint Stanislas Kostka. En 1800 il commence la construction de la première église de la ville sur le côté nord de la Deuxième Rue et consacre la paroisse à saint Jean l'Évangéliste. La dernière pierre de l'édifice en briques a été posée le 15 mai de la même année, et peut encore être vue sur le devant de l'église actuelle. Jean Dubois a passé près de onze ans comme curé de l'église Saint-Jean.
Jean Dubois quitte la paroisse en 1806 pour entrer dans la.congrégation des Sulpiciens à Emmitsburg (Maryland), où il fonde le Mount St. Mary's College, devenant également son premier président. C'est sous sa présidence que la jeune veuve new-yorkaise Elizabeth Ann Seton a fondé à cet endroit une nouvelle maison. Avec son soutien, elle a fondé le premier collège universitaire féminin catholique du pays, Saint Joseph College, en 1809, et le premier institut religieux de religieuses enseignantes du pays.

## Évêque de New-York
Le 23 mai 1826, Jean Dubois est appelé par Rome pour être évêque du diocèse catholique de New York. Il est consacré par l'archevêque de Baltimore, Mgr Maréchal (en), le 29 octobre 1826. Il est le troisième évêque de New York, car l'évêché est récent, il a été fondé en 1808. 
Il formule le projet d'établir un centre d’enseignement ou une université catholique car il voyait que la ville était appelée à de hautes destinées. Pour cela, il sollicite l'aide de Félicité de la Mennais, alors supérieur général de la congrégation de Saint-Pierre, qui le met en relation avec Henri Lacordaire qui avait fait savoir son souhait de partir pour « le Nouveau Monde ». Cependant, ce projet ne sera finalement pas mis à exécution, notamment car la demande coïncide avec les Trois Glorieuses, événement politique, en France.
En 1837, il voyage à Salina (près de Syracuse) pour célébrer le mariage de Silas Titus et d'Eliza McCarthy, fille de Thomas McCarthy (premier maire de Syracuse) et sœur du membre du Congrès Dennis McCarthy. Le certificat de mariage est devenu le premier enregistrement d'un acte catholique dans le comté d'Onondaga (New York). John McCloskey, qui deviendra plus tard le premier archevêque de New-York à être créé cardinal, accompagnait Jean Dubois à Salina comme guide.
Selon le livre John Dubois: founding father (Jean Dubois : père fondateur) du révérend Richard Shaw (US Catholic Historical Society, 1983), Jean Dubois est enterré sous l'entrée de la vieille cathédrale Saint-Patrick de New York sur Mott Street, à sa demande, pour que les gens puissent « marcher sur mon corps, comme ils l'ont fait lorsque j'étais vivant ». Il fournit des images qui montrent une plaque à l'entrée de l'église.